# 萨穆埃尔·里基茨
萨穆埃尔·里基茨（英語：Samuel Derek "Sam" Ricketts，1981年10月11日—）是出生于英格兰的威尔士足球运动员，出身牛津联青訓系統，司职后卫。现效力于英冠的狼隊，他也是威尔士队的成员。

## 俱乐部生涯

### 早期生涯
里基茨在牛津联开始职业足球生涯。2002-03赛季他曾经被短期租借到半职业球队纳尼顿。赛季结束后牛津联队解除了和他的职业合同，他加盟议会全国联赛球队特尔福德。

### 斯旺西
2004年，特尔福德宣布解散，5月27日，里基茨加盟乙级联赛球队斯旺西。里基茨表现十分出色，帮助球队在当赛季升级到英甲联赛，而在2005-06赛季甲级联赛中斯旺西获得英冠联赛升级附加赛的资格，但在附加赛决赛十二码不敌巴恩斯利。
里基茨两个赛季在各项赛事中为斯旺西出场103次，打进3个进球，分别是在英格兰联赛锦标中对阵卢顿、联赛中对阵唐卡斯特流浪，以及在英甲联赛附加赛半决赛对阵布伦特福德时打进的。

### 赫尔城
里基茨的表现引起赫尔城主教练菲尔·布朗的注意。2006年7月14日，赫尔城以合同规定的最低解约费用30万英镑的价格买入里基茨。
里基茨在赫尔城延续之前的精彩表现。2007年3月，他在和绍森德的赛事中打进他在赫尔城的首个进球。2007-08赛季，赫尔城以联赛第三名的成绩获得参加升级附加赛的资格，里基茨代表球队在附加赛的所有球赛中出场，帮助赫尔城建队104年来首次晋级到顶级联赛。

### 博尔顿
2009年7月23日，赫尔城接受博尔顿对里基茨200万英镑的报价。7月25日，博尔顿官方正式宣布和里基茨签约三年。里基茨在8月15日0比1输给桑德兰的联赛赛事中首次代表博尔顿出场。
2013年7月4日，里基茨與博尔顿雙方達成協議提早解約。

### 狼隊
2013年7月4日，要降落英甲作賽的狼隊簽入自由身球員里基茨，合約為期兩年並同時任命為球會隊長，里基茨協助球队夺得2013/14英甲冠军经一季后重返英冠。

## 国家队生涯
里基茨在特尔福德踢球时曾经入选由非英格兰足球联赛球员组成的英格兰C队。
由于里基茨的祖父是威尔士人，他在2005年入选威尔士队并在2月5日首次代表威尔士队出场。

## 榮譽

### 球會
史雲斯
- FAW超級盃冠軍（1）：2006年；

侯城
- 英格蘭足球冠軍聯賽附加賽冠軍（1）：2008年；

狼隊
- 英格蘭足球甲級聯賽冠軍（1）：2013/14年；

### 個人
- PFA英乙最佳陣容（1）：2004/05年；
- PFA英甲最佳陣容（1）：2013/14年；

## 外部連結
- 足球数据库：萨穆埃尔·里基茨的球员统计数据
- Wales profile